# 丁市镇
丁市镇，是中华人民共和国重庆市酉阳土家族苗族自治县下辖的一个乡镇级行政单位。

## 行政区划
丁市镇下辖以下地区：
丁市村、厂坝村、郑家村、三溪口村、大龙村、金山村、中坝村、沙溪村、汇家村和石门村。